# Hồng Minh, Phú Xuyên
Hồng Minh là một xã thuộc huyện Phú Xuyên, thành phố Hà Nội, Việt Nam.

## Địa lý
Xã Hồng Minh có diện tích 5,62 km², dân số năm 1999 là 6733 người, mật độ dân số đạt 1198 người/km². Đây là xã có Dự án đường trục phía nam Hà Nội đi qua.
Xã nằm về phía Tây sông Nhuệ, có vị trí ranh giới:
- Phía bắc giáp với xã Liên Châu, huyện Thanh Oai
- Phía tây giáp với xã Hồng Dương, huyện Thanh Oai
- Phía nam giáp với xã Phú Túc, xã Tri Trung và xã Văn Hoàng
- Phía đông giáp với xã Nghiêm Xuyên, huyện Thường Tín và xã Phượng Dực.

## Hành chính
Xã Hồng Minh gồm các thôn: An Cốc, Hòa Mỹ (bao gồm cả khu dân cư phố Bóng, thôn Đông), Phù Bật và Tân Độ.

## Giao thông
Các tuyến, hệ thống giao thông chính ở xã Hồng Minh:
- Tỉnh lộ 429: đoạn qua xã dài gần 2500m (từ lý trình km8 + 820 đến km11 + 260)
- Đường Hồng Minh - Tri Trung
- Hệ thống xe buýt: 6E.

## Văn hóa
Hồng Minh có một số di tích được xếp hạng di tích có giá trị trị quý về văn hóa lịch sử hay kiến trúc nghệ thuật như: đình Hòa Mỹ, chùa Long Lai. Nhà thờ giáo xứ Tân Độ ở thôn Tân Độ cũng là một trong những công trình nghệ thuật nổi tiếng trong huyện Phú Xuyên.